# Dipólový moment
Dipólový moment (přesněji elektrický dipólový moment) je vektorová veličina popisující nesymetrické rozdělení elektrického náboje, např. v molekule nebo v malé skupině atomů.

## Značení
- Symbol veličiny: {\displaystyle \mathbf {p} }
- Jednotka SI: coulomb metr, značka jednotky: C.m
- Další jednotky: debye

## Výpočet

Schéma elektrického dipólu.

V nejjednodušším případě, kdy dva bodové náboje s opačným znaménkem +q a -q jsou umístěny ve vzájemné vzdálenosti d, je velikost dipólového momentu této dvojice nábojů rovna
{\displaystyle p=qd},
přičemž směr vektoru elektrického dipólového momentu leží na spojnici bodových nábojů.
Pokud se elektrický náboj {\displaystyle +q} nachází v bodě s polohovým vektorem {\displaystyle \mathbf {r} _{+}} a náboj {\displaystyle -q} v bodě s polohovým vektorem {\displaystyle \mathbf {r} _{-}}, lze jejich vzájemnou polohu charakterizovat vektorem {\displaystyle \mathbf {d} =\mathbf {r} _{+}-\mathbf {r} _{-}}. Elektrický dipólový moment pak lze vyjádřit jako
{\displaystyle \mathbf {p} =q\mathbf {d} }

Je-li elektrický náboj v prostoru rozložen s hustotou {\displaystyle \rho (\mathbf {r} )}, přičemž celkový elektrický náboj je nulový, tzn.
{\displaystyle \int _{V}\rho (\mathbf {r} )\mathrm {d} V=0\,},
kde integrace probíhá přes celý zkoumaný objem {\displaystyle V}, pak elektrický dipólový moment má hodnotu
{\displaystyle \mathbf {p} =\int _{V}\mathbf {r} \rho (\mathbf {r} )\mathrm {d} V}

## Vlastnosti
Podle hodnoty dipólového momentu chemie rozlišuje polární (voda, NaCl,...) a nepolární molekuly (CO2, benzen,...). Polární molekuly mají stálou a nenulovou hodnotu elektrického dipólového momentu, tvoří permanentní dipól, nepolární ho mají nulový. Tato vlastnost je důležitá pro určení rozpustnosti v rozpouštědlech.